# يوسف صبري ميدل
يوسف صبري ميدل (مواليد 5 يوليو 1996) لاعب تنس الريشة جزائري. حصل على الميدالية الفضية في الزوجي للبنين والبرونزية في الفردي في دورة الألعاب الأفريقية للشباب 2014 ‏ في جابورون البوتسوانية. حصل ميديل على الميداليات الذهبية في البطولات الأفريقية للأعوام 2017 و2019 و2020 و2021 و2022 زوجي رجال مع شريكه كسيلة معمري.

## إنجازات

### البطولات الأفريقية
زوجي رجال
| سنة  | مكان                                                | شريك        | الخصم                             | نتيجة                 | نتيجة |
| ---- | --------------------------------------------------- | ----------- | --------------------------------- | --------------------- | ----- |
| 2017 | قاعة جون بارابيل ، بينوني ، جنوب أفريقيا            | كسيلة معمري | أندريس مالان جيمس هيلتون مكمانوس  | 13–21 ، 21–19 ، 21–9  | ذهب   |
| 2018 | Salle OMS Harcha Hacéne ، الجزائر العاصمة ، الجزائر | كسيلة معمري | محمد عبد الرحيم بلعربي عادل حاميك | 18-21 ، 22-20 ، 18-21 | فضة   |
| 2019 | مركز ألفريد ديتي سبيف ، بورت هاركورت ، نيجيريا      | كسيلة معمري | انجوه اباه إسحاق مينافي           | 21-18 ، 21-17         | ذهب   |
| 2020 | قاعة استاد القاهرة 2 ، القاهرة ، مصر                | كسيلة معمري | آتيش لوبة جورج بول                | 19-21 ، 21-14 ، 24-22 | ذهب   |
| 2021 | MTN Arena ، كمبالا ، أوغندا                         | كسيلة معمري | عبد الرحمن عبد الحكيم احمد صلاح   | 21-16 ، 21-13         | ذهب   |
| 2022 | ملعب لوجوجو ، كمبالا ، أوغندا                       | كسيلة معمري | ادهم حاتم الجمل احمد صلاح         | 21–23 ، 21–19 ، 21–18 | ذهب   |

### العاب البحر المتوسط
زوجي رجال
| سنة  | مكان                                                | شريك        | الخصم                            | نتيجة                 | نتيجة | المرجع |
| ---- | --------------------------------------------------- | ----------- | -------------------------------- | --------------------- | ----- | ------ |
| 2022 | قاعة متعددة الأغراض للرياضات ، واد تيليات ، الجزائر | كسيلة معمري | بابلو أبيان لويس إنريكي بينالفير | 14-21 ، 21-19 ، 21-16 | ذهب   | [ 6 ]  |

### الألعاب الأفريقية للشباب
فردي شباب
| سنة  | مكان                                 | الخصم          | نتيجة                 | نتيجة   |
| ---- | ------------------------------------ | -------------- | --------------------- | ------- |
| 2014 | كلية شرطة أوتسي ، غابورون ، بوتسوانا | كينجسلي نيلسون | 15-21 ، 21-16 ، 11-21 | برونزية |

زوجي شباب
| سنة  | مكان                                 | شريك        | الخصم                   | نتيجة         | نتيجة |
| ---- | ------------------------------------ | ----------- | ----------------------- | ------------- | ----- |
| 2014 | كلية شرطة أوتسي ، جابورون ، بوتسوانا | محمد قلماوي | جورج بول كونال سوبرويان | 19-21 ، 18-21 | فضة   |

### BWF International Challenge / Series (5 ألقاب ، وصيفان)
فردي رجال
| سنة  | المسابقة       | الخصم      | نتيجة        | نتيجة         |
| ---- | -------------- | ---------- | ------------ | ------------- |
| 2019 | زامبيا الدولية | تيموثي لام | 13-21 ، 7-21 | المركز الثاني |

زوجي رجال
| سنة  | المسابقة             | شريك        | الخصم                        | نتيجة                 | نتيجة         |
| ---- | -------------------- | ----------- | ---------------------------- | --------------------- | ------------- |
| 2019 | كينيا الدولية        | كسيلة معمري | آتيش لوبة جورج بول           | 14-21 ، 22-20 ، 21-18 | الفائز        |
| 2019 | مصر الدولية          | كسيلة معمري | Paweł Pietryja جان رودزينسكي | 21-19 ، 24-22         | الفائز        |
| 2019 | الجزائر الدولية      | كسيلة معمري | Paweł Pietryja جان رودزينسكي | 21-16 ، 21-16         | الفائز        |
| 2019 | زامبيا الدولية       | كسيلة معمري | ادهم حاتم الجمل احمد صلاح    | 22-20 ، 19-21 ، 14-21 | المركز الثاني |
| 2019 | جنوب افريقيا الدولية | كسيلة معمري | ادهم حاتم الجمل احمد صلاح    | 21-17 ، 21-17         | الفائز        |
| 2021 | بيرو الدولية         | كسيلة معمري | أنيبال ماروكين جوناثان سوليس | 21-18 ، 21-15         | الفائز        |

  دورة BWF International Challenge
  دورة BWF International Series
  دورة  BWF Future Series